# 防空監視哨

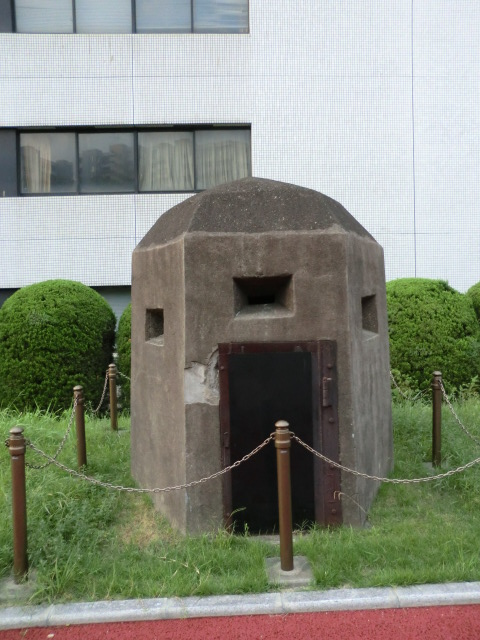
小倉陸軍造兵廠で使われていた防空監視哨。機関砲を装備していた。

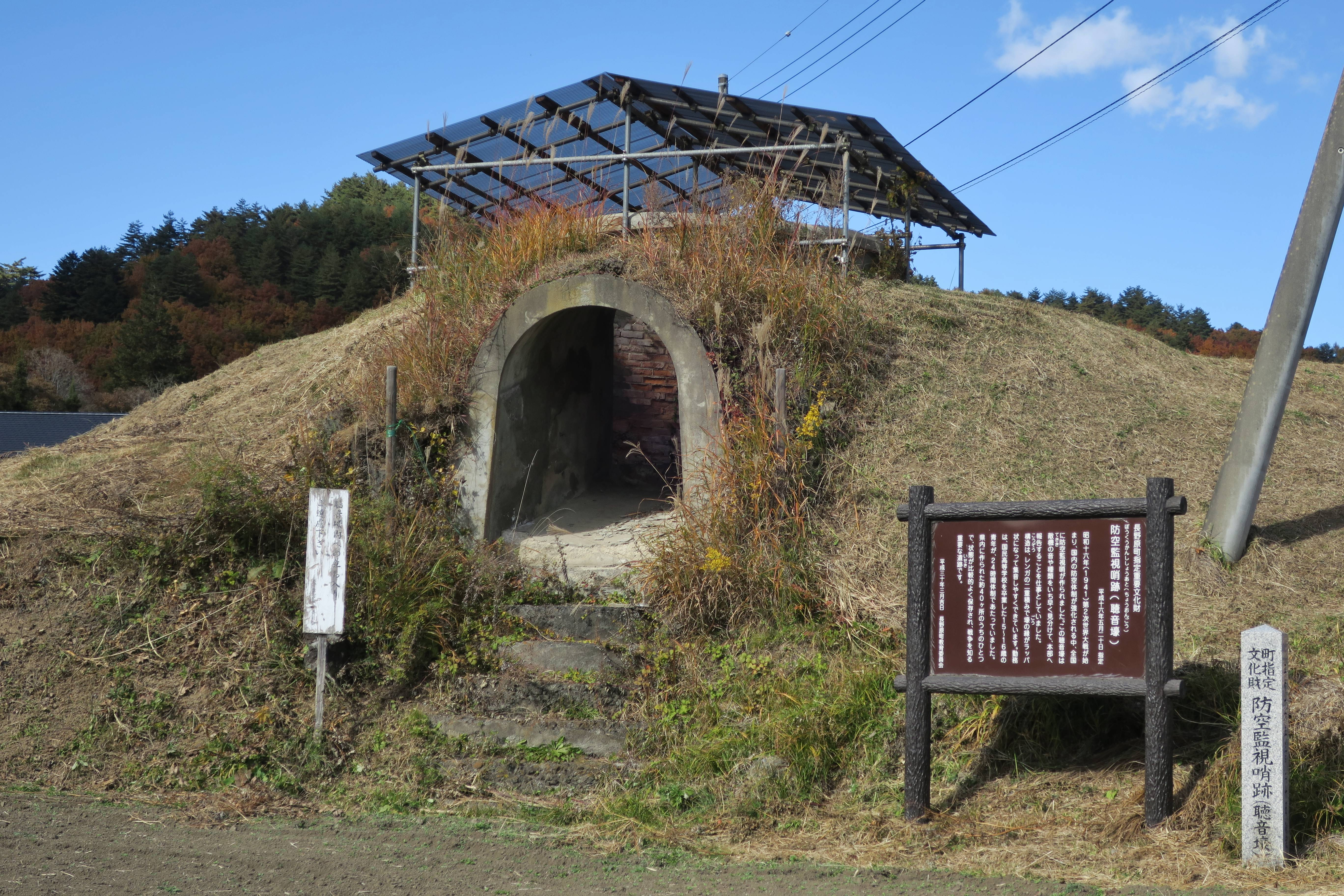
群馬県長野原町に残る防空監視哨跡（聴音壕、町指定重要文化財）

防空監視哨（ぼうくうかんししょう）は、大日本帝国陸軍の、敵機を遠く発見し、これを防衛司令官に報告する監視哨である。

## 概要
防空監視の任務は、敵機の飛来に当たり、いちはやくこれを偵知、発見し、防空飛行隊および高射砲隊その他（いわゆる防空諸部隊）の戦闘準備をすみやかに完成させ、当該都市の住民に灯火管制、消防、消毒、避難その他の防護準備をさせるため、都市外郭において対空監視を行なうことである。
防空監視哨は、防護するべき都市を中心に、外線にむかって重複層かさねて配置されるのが常であるが、第一線哨所を都市からどれほどの距離の地点に置かれるかは飛行機の空中戦闘および灯火管制の2つの面から決定される。
(1) 飛行隊の空中戦闘、すなわち防空飛行隊が命令一下、ただちに出動し、敵機を撃退させるには、まず飛行場の後端は都心から約 30km 前方に進出させる必要があり、戦闘地帯の縦深は両軍の飛行機および照空灯の性能その他によって異なるが、 20km あればよいとされ、すなわち飛行隊戦闘地帯の前端は都市から約 50km の線にあることになる。
いまかりに監視哨が敵機を発見し、情報を伝達するのに要する時間が5分間であるとし、飛行準備に要する時間を3分間であるとし、戦闘機が所要高度に上昇するのに要する時間が7分間であるとすれば、敵機の発見から戦闘準備の完了までにおよそ15分間を要し、この時間で敵機はおよそ 50km 接近するから敵機が戦闘地帯の前端に達するまでに飛行機が準備を完了して敵機を迎撃するためには、監視哨の位置は、都市から少なくとも約 100km の線に設定されなければならないとされた。
(2) 灯火管制が基準とされる場合、まず遠隔の地点から敵機に対して要地を秘匿する必要がある。
このために要地の外周約 100km の点に敵機が到達したとき、要地であるところの都市は灯火管制が実施されていなければならない。
いまかりに情報が伝達されてから警報が伝達され、灯火管制が実施されるのに要する時間が約10分間であるとするならば敵機はこの間に約 30km 接近するから、監視哨の第一線は少なくとも要地から距離 130km の地点に設定されなければならない。
この2条件を考慮して通常監視哨の第一線は少なくとも要地から距離 150km とするのが適当とされる。
監視哨間の距離間隔は主として聴測可能距離を基準として決定される。
すなわち1哨所において聴測し得る水平距離の2倍が哨所間距離間隔の基礎となり、通常 8km ないし 15km とし、第一線付近においては最小限度の 8km を採用し、後方になるにしたがって大きくする。
その縦深は都市からの距離はある程度にとどめ、都市に最接近する地帯は都市内では対空射撃部隊その他の防護団において直接監視哨を設けるのが常である。
防空監視哨の設置の縦深は最小限2線で足りるが、実際は重要でない方面において2ないし3線を重複配置し、重要な方面において数線設置する。
ただしこれらの防空監視哨は直接防衛司令部に隷属せず、通常は防空監視隊本部においてその方面の哨所を統轄する。
防空監視哨に服務するために防空監視隊が組織された。在郷軍人、消防組員、青年団員、青年学校生徒その他で編成され、これに将校、下士官および通信兵その他が指揮あるいは補助員として加わることになった。手塚治虫は1945年3月に北野中学を4年で卒業し旧制浪速高等学校（現・大阪大学）を受験したが不合格となり、勤労奉仕で監視哨をしながら同年7月に大阪帝国大学附属医学専門部の試験に合格している。